# Samuel Iling-Junior
Samuel Iling-Junior (Islington, 4 ottobre 2003) è un calciatore inglese, attaccante o centrocampista dell'Aston Villa e della nazionale Under-21 inglese.

## Biografia
È nato nel distretto di Highbury a Islington, borgo della Inner London, da genitori congolesi.

## Caratteristiche tecniche
Gioca principalmente come esterno offensivo su entrambe le fasce, ma la sua versatilità gli consente di essere utilizzato in diversi ruoli, fra cui terzino sinistro, trequartista o mezzala. Di piede mancino, è dotato di ottime doti atletiche, nonché abile nei dribbling e nei cross, dimostrando un buon fiuto per il gol. Durante il suo periodo alla Juventus ha affinato anche le proprie doti difensive, soprattutto in fase di copertura e di pressing, e la sua intelligenza tattica.
Nel 2020, è stato inserito nella lista dei migliori sessanta calciatori nati nel 2003, stilata dal quotidiano inglese The Guardian.

## Carriera

### Club

#### Gli inizi, Chelsea
Nato a Islington, quartiere di Londra, Iling-Junior inizia a giocare in una scuola calcio locale all'età di quattro anni. Entra poi a far parte del settore giovanile del Chelsea nel 2011, facendosi progressivamente spazio nelle varie squadre del vivaio.

#### Juventus

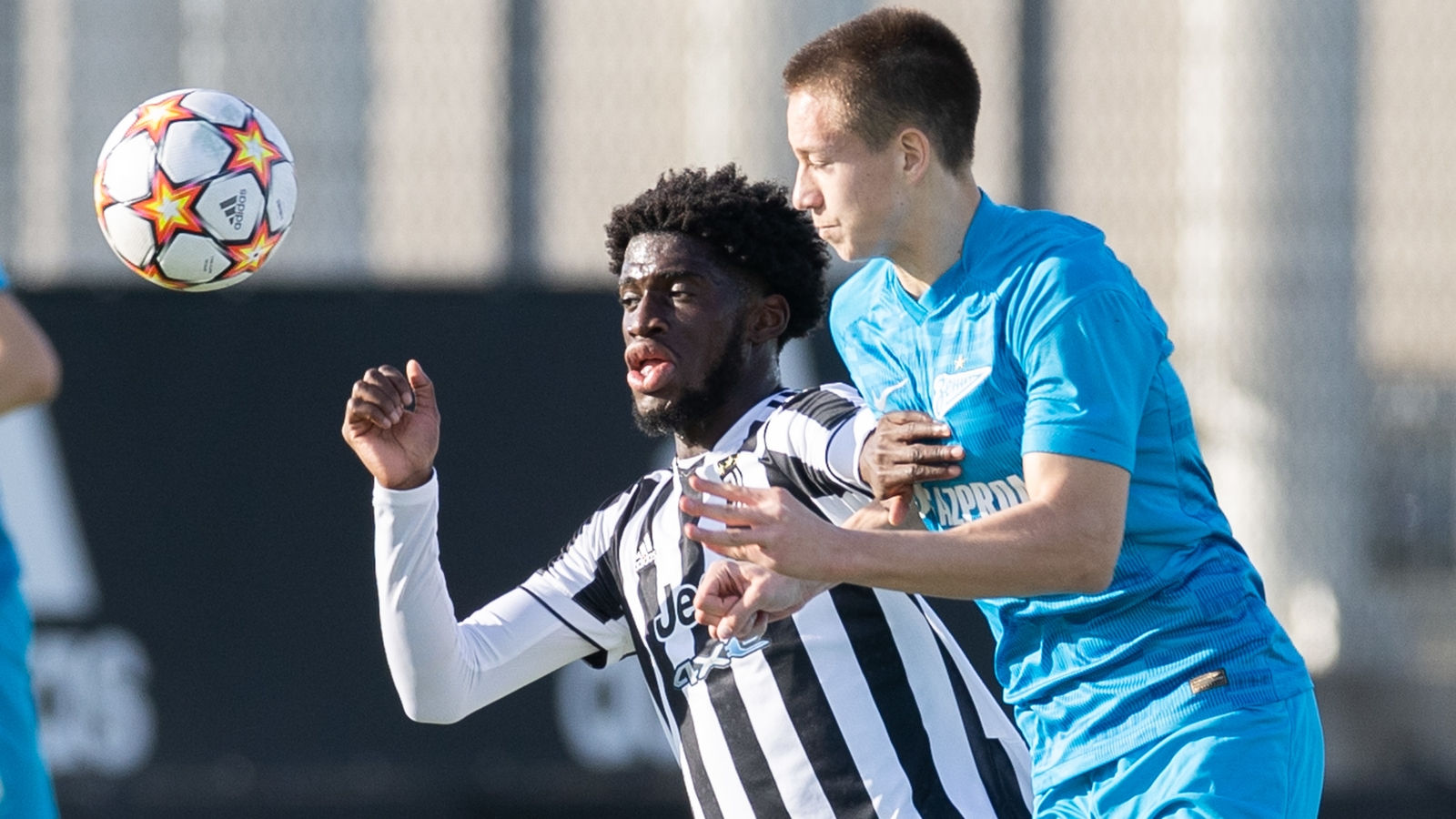
Iling-Junior (a sinistra) in azione per la squadra under 19 della Juventus nel 2021

Nell'estate del 2020, dopo aver rifiutato una nuova offerta da parte dei Blues, si unisce alla Juventus, con cui firma il primo contratto da professionista.
Dopo aver ricevuto le sue prime convocazioni con la Juventus U23, la seconda squadra bianconera, nell'aprile del 2021, nella stagione successiva Iling-Junior fa il suo debutto fra i professionisti, il 22 agosto 2021, scendendo in campo nella vittoria per 3-0 in Coppa Italia Serie C contro la Pro Sesto. Quindi, esordisce in Serie C il 3 ottobre seguente, subentrando nella ripresa della vittoriosa trasferta per 0-1 contro il Mantova.
Nella stessa annata continua anche a giocare regolarmente per la squadra Primavera, con cui raggiunge le semifinali della UEFA Youth League, prima che i bianconeri vengano eliminati ai tiri di rigore dal Benfica. Inoltre, nella primavera del 2022, riceve le sue prime convocazioni in prima squadra, agli ordini di Massimiliano Allegri.
Il 23 settembre 2022 segna il suo primo gol con la squadra under 23, nel frattempo ridenominata Juventus Next Gen, nonché tra i professionisti, aprendo le marcature nella vittoria per 2-0 in Serie C contro il Trento. Il 21 ottobre successivo esordisce in prima squadra, sostituendo Filip Kostić allo scadere della partita di Serie A contro l'Empoli, vinta per 4-0. Quattro giorni dopo debutta anche in UEFA Champions League, rilevando nuovamente Kostić nella seconda frazione del match della fase a gironi sul campo del Benfica, perso per 4-3: nell'occasione, serve un assist ad Arkadiusz Milik e dà il via all'azione che porta al gol di Weston McKennie. Infine, il 29 dello stesso mese, subentra durante il secondo tempo della partita di campionato sul campo del Lecce, servendo a Nicolò Fagioli, ad appena 41 secondi dal suo ingresso, l'assist per il gol dello 0-1 finale.
Nel dicembre 2022, Iling-Junior viene definitivamente promosso in prima squadra. Nel prosieguo della stagione continua all'occorrenza a venire aggregato alla seconda squadra, con cui disputa le finali di Coppa Italia Serie C contro il Vicenza, andando anche in gol nella gara di andata. Il 7 maggio 2023, gioca la sua prima partita da titolare in Serie A, sul campo dell'Atalanta, in cui trova la sua prima rete in massima serie, aprendo le marcature nel successo per 0-2 dei bianconeri.
Nella prima parte dell'annata 2023-2024, Iling-Junior vede il proprio minutaggio ridursi in maniera significativa, a causa della concorrenza nel proprio ruolo naturale da parte di Kostić e del neoacquisto Andrea Cambiaso. Trova la sua prima rete stagionale il 7 gennaio 2024, quella del momentaneo pareggio nel successo esterno 1-2 in campionato sulla Salernitana. Nel corso della stagione mette a referto 27 presenze e una rete, contribuendo alla vittoria della Coppa Italia.

#### Aston Villa
Il 1º luglio 2024 passa a titolo definitivo all'Aston Villa, per 14 milioni di euro più 3 di bonus, venendo inserito come contropartita, insieme a Enzo Barrenechea, nell'operazione di mercato che ha visto Douglas Luiz fare il percorso inverso. Tuttavia il giocatore rimane a Birmingham solo per il precampionato, non riuscendo a convincere l'allenatore dei Villans, Unai Emery.

##### Prestiti a Bologna e Middlesbrough
Il 27 agosto 2024 fa quindi ritorno in Serie A, ceduto in prestito dal club inglese al Bologna. Debutta con i felsinei il successivo 14 settembre, sul campo del Como, subentrando al 63' a Riccardo Orsolini e realizzando il gol del definitivo pareggio (2-2). Il 21 gennaio 2025 trova anche il suo primo gol in UEFA Champions League, che vale il successo interno sul Borussia Dortmund (2-1): la rete rimane nella storia del club, poiché sancisce la prima vittoria rossoblù nella massima competizione europea. Rimane in Emilia per un semestre, durante il quale raccoglie 16 presenze e due reti prima che il prestito venga risolto anticipatamente.
Il 3 febbraio 2025 viene ceduto nuovamente in prestito, questa volta al Middlesbrough, in Football League Championship, il secondo livello del calcio inglese.

### Nazionale
Iling-Junior ha rappresentato l'Inghilterra a diversi livelli giovanili.
Nel settembre del 2019, ha partecipato con la nazionale under 17 alla Syrenka Cup in Polonia, vincendo il torneo.
Nel giugno del 2022, è stato incluso nella rosa della nazionale under 19 che ha preso parte all'europeo di categoria in Slovacchia, con la rappresentativa dei Tre Leoni capace di aggiudicarsi la vittoria della competizione, dopo aver sconfitto in finale Israele per 3-1 dopo i tempi supplementari.
Nel 2025 partecipa con la nazionale under 21 all'europeo di categoria, vincendo il titolo dopo avere battuto la Germania per 3-2 in finale, anche stavolta ai supplementari.

## Statistiche

### Presenze e reti nei club
Statistiche aggiornate al 3 maggio 2025.
| Stagione            | Squadra             | Campionato          | Campionato | Campionato | Coppe nazionali | Coppe nazionali | Coppe nazionali | Coppe continentali | Coppe continentali | Coppe continentali | Altre coppe | Altre coppe | Altre coppe | Totale | Totale |
| Stagione            | Squadra             | Comp                | Pres       | Reti       | Comp            | Pres            | Reti            | Comp               | Pres               | Reti               | Comp        | Pres        | Reti        | Pres   | Reti   |
| ------------------- | ------------------- | ------------------- | ---------- | ---------- | --------------- | --------------- | --------------- | ------------------ | ------------------ | ------------------ | ----------- | ----------- | ----------- | ------ | ------ |
| 2021-2022           | Juventus U23        | C                   | 1          | 0          | CI-C            | 1               | 0               | -                  | -                  | -                  | -           | -           | -           | 2      | 0      |
| 2022-2023           | Juventus U23        | C                   | 8          | 3          | CI-C            | 3               | 2               | -                  | -                  | -                  | -           | -           | -           | 11     | 5      |
| Totale Juventus U23 | Totale Juventus U23 | Totale Juventus U23 | 9          | 3          |                 | 4               | 2               |                    | -                  | -                  |             | -           | -           | 13     | 5      |
| 2022-2023           | Juventus            | A                   | 12         | 1          | CI              | 1               | 0               | UCL+UEL            | 1+4                | 0                  | -           | -           | -           | 18     | 1      |
| 2023-2024           | Juventus            | A                   | 24         | 1          | CI              | 3               | 0               | -                  | -                  | -                  | -           | -           | -           | 27     | 1      |
| Totale Juventus     | Totale Juventus     | Totale Juventus     | 36         | 2          |                 | 4               | 0               |                    | 5                  | 0                  |             | -           | -           | 45     | 2      |
| 2024-feb. 2025      | Bologna             | A                   | 7          | 1          | CI              | 1               | 0               | UCL                | 8                  | 1                  | -           | -           | -           | 16     | 2      |
| feb.-giu. 2025      | Middlesbrough       | FLC                 | 16         | 1          | FACup+CdL       | -               | -               | -                  | -                  | -                  | -           | -           | -           | 16     | 1      |
| Totale carriera     | Totale carriera     | Totale carriera     | 68         | 7          |                 | 9               | 2               |                    | 13                 | 1                  |             | -           | -           | 90     | 10     |

## Palmarès

### Club
- Coppa Italia: 1

Juventus: 2023-2024

### Nazionale
- Campionato europeo di calcio Under-19: 1

Slovacchia 2022
- Campionato d'Europa Under-21: 1

Slovacchia 2025